# Горбенко, Валерий Михайлович
Валерий Михайлович Горбенко (род. 20 апреля 1946, Энгельс Саратовской области) — командующий 4-й воздушной армией ВВС и ПВО (1998—2001), генерал-лейтенант, Военный летчик-снайпер, Герой России (2000).

## Биография
В 1963 году окончил ПТУ в Харькове. С августа 1964 года — в рядах Советской Армии. В 1968 году окончил Ейское высшее военное авиационное училище лётчиков, после чего служил лётчиком в ВВС СССР. С 1976 года, после окончания Военно-воздушной академии имени Ю. А. Гагарина — заместитель командира, затем командир полка в Туркестанском военном округе.
С декабря 1979 по июнь 1980 года и с марта по июнь 1981-го участвовал в боевых действиях в Афганистане в должности командира 217-го авиационного полка истребителей-бомбардировщиков; совершил несколько десятков боевых вылетов на бомбардировщике Су-24.
С 1985 года — заместитель командира, с 1987 года — командир 30-й авиационной дивизии истребителей-бомбардировщиков. С 1989 года — 1-й заместитель командующего, с ноября 1996 года — командующий 23-й Воздушной армией (Забайкальский военный округ). В 1997 году присвоено воинское звание «генерал-лейтенант». С июля 1998 года — командующий 4-й армией ВВС и ПВО (Северо-Кавказский военный округ).
За умелое командование соединениями и частями авиации во время контртеррористической операции на Северном Кавказе и проявленные при этом личное мужество и героизм Указом Президента Российской Федерации от 23 марта 2000 года генерал-лейтенанту Горбенко Валерию Михайловичу присвоено звание Героя Российской Федерации с вручением медали «Золотая Звезда».
В июне 2001 года уволен в запас. С октября 2001 года — заместитель генерального директора, с 2007 года по 2012 год — генеральный директор ФГУП «Госкорпорация по организации воздушного движения в Российской Федерации». Живёт в Москве.
Председатель Совета некоммерческой организации «Негосударственный пенсионный фонд „Авиаполис“».

### Семья
Отец — Михаил Сазонович Горбенко, авиатехник.
Мать — Анна Фёдоровна Горбенко, домохозяйка.
Жена (с 1970 года) — Лилия Николаевна Горбенко, военнослужащая.
- дочери — Елена (род. 1972), Оксана (род. 1976)[2].

## Награды
- медаль «Золотая Звезда» Героя Российской Федерации (23 марта 2000)
- орден «За военные заслуги»
- орден Красной Звезды
- орден «За заслуги перед Республикой Дагестан» (2024)[3]
- медали
- Заслуженный специалист Вооружённых Сил СССР (1991)
- Премия Правительства Российской Федерации за значительный вклад в развитие Военно-воздушных сил (17 декабря 2012) — за организацию и руководство строительством и развитием Военно-воздушных сил на соответствующих командных должностях[4]